# Okręg Saint-Jean-de-Maurienne
Okręg Saint-Jean-de-Maurienne (fr. Arrondissement de Saint-Jean-de-Maurienne) – okręg w południowo-wschodniej Francji. Populacja wynosi 41 600.

## Podział administracyjny
W skład okręgu wchodzą następujące kantony:
- Aiguebelle,
- Chambre,
- Lanslebourg-Mont-Cenis,
- Modane,
- Saint-Jean-de-Maurienne,
- Saint-Michel-de-Maurienne.